# Who Do You Think You’re Foolin’
«Who Do You Think You’re Foolin’» (с англ. — «Кого ты пытаешься обмануть») — песня американской певицы Донны Саммер, записанная для её восьмого студийного альбома The Wanderer. Авторами песни стали Пит Белотт, Сильвестр Левей, Джерри Рикс. Продюсерами выступили Белотт и Джорджо Мородер.
Песня была выпущена в качестве третьего и заключительного сингла с альбома в феврале 1981 года, но не добился особого успеха, добравшись только до 40-го места в чарте Billboard Hot 100. Песня в составе альбома также заняла 8-е место в чарте Dance Club Songs.

## Позиции в хит-парадах
| Хит-парад (1981)                                                  | Высшая позиция |
| ----------------------------------------------------------------- | -------------- |
| Австралия (Kent Music Report)                                     | 100            |
| США (Billboard Dance Club Songs) · Как часть альбома The Wanderer | 8              |
| США (Billboard Hot 100)                                           | 40             |
| США (Cash Box Top 100)                                            | 38             |